# Stade de la Libération
Stade de la Libération (česky Stadion osvobození) je fotbalový a atletický stadion ve městě Boulogne-sur-Mer ve Francii. Toto sportoviště, které od roku 2009 čítá 15 034 míst k sezení, je užíváno fotbalovým klubem US Boulogne, hrajícím francouzskou Ligue 1 a Buloňským atletickým klubem.

## Historie
Buloň byla častým terčem bombardování během druhé světové války a hráči tak museli jeden čas hrát na rozlehlé louce s prudkým svahem, než roku 1947 našli útočiště na stadionu Henriho Fonteillese. Poté se vrátili na svůj stadion Moulin-Wilbert, používaný před válkou.
Práce na městském stadionu Léa Lagrange, později přejmenovaném na Stade de la Libération, začaly v říjnu 1949. Slavnostní otevření nové stavby proběhlo už 1. června 1952, ale práce byly dokončeny až 15. srpna 1956. Autorem projektu je architekt Albert Bonne.
Rekord návštěvnosti stadion zaznamenal 19. září 2009 v zápase Boulogne-Bordeaux, což byl jeden z prvních prvoligových zápasů US Boulogne na tomto stadionu. Klání navštívilo celkem 13 178 diváků.
Myšlenky o vybudování nového, popř. zrekonstruování stávajícího stadionu vzešly zejména ze sezóny 2006/2007, kdy se při vysokých návštěvách na třetí ligu naplno ukázal bídný stav veškerého zázemí.

## Renovace a rozšíření
Vzhledem k postupu do Ligue 2 v roce 2008 bylo nutné na stadionu učinit následná opatření:
- zajištění bezpečnostní pořadatelské služby
- rekonstrukce zdravotnického zařízení
- instalace komentátorského stanoviště
- konstrukce podélné tribuny o počtu 1200 míst
- konstrukce tribuny pro hostující fanoušky o počtu 900 míst
- renovace umělého osvětlení
- renovace šaten

Postup do Ligue 1 v květnu 2009 způsobil další doplňkové práce, zejména pak konstrukci montovaných tribun pro zvýšení kapacity z 8700 na stávajících 15 004 míst.

## Události
Stade de Libération hostil zápasy malého klubu CRUFC z Calais během jeho úspěšného tažení francouzským pohárem roku 2000, stejně jako pár jeho zápasů v sezoně 2006-2007, např. proti prvoligovému Lorientu. Odehrálo se zde také několik utkání francouzské reprezentace do 21 let.